# Uno, nessuno e centomila
Uno, nessuno e centomila è un romanzo di Luigi Pirandello.
Incominciato almeno nel 1909 e rimasto a lungo in gestazione, uscì solo nel dicembre 1925 sotto forma di romanzo a puntate nella rivista La Fiera Letteraria, e in volume nel 1926 (la rivista Sapientia, nel gennaio 1915, aveva pubblicato alcuni frammenti con il titolo Ricostruire, che sarebbero confluiti con alcune modifiche nei capitoli VI-XI del secondo libro della versione definitiva). Questo romanzo, l'ultimo di Pirandello, è denso di enigmi, e secondo lo stesso autore esso è «sintesi completa di tutto ciò che ho fatto e la sorgente di quello che farò». In una lettera autobiografica, Pirandello lo definisce come il romanzo "più amaro di tutti, profondamente umoristico, di scomposizione della vita". 
Il protagonista Vitangelo Moscarda, infatti, può essere considerato come uno dei personaggi più complessi del mondo pirandelliano, e sicuramente quello con maggior autoconsapevolezza. Dal punto di vista formale, stilistico, si può notare la forte inclinazione al monologo del soggetto, che molto spesso si rivolge al lettore ponendogli interrogativi e problemi in modo da coinvolgerlo direttamente nella vicenda, il cui significato è senza dubbio di portata universale. 
Vitangelo Moscarda è dapprima inconsapevole e impacciato, prigioniero delle opinioni altrui, poi sempre più consapevole e determinato a cercare l'autenticità spirituale dell'esistenza, fino all'affrancamento finale da tutte "le rabbie del mondo". In questo scenario trova spazio l'umorismo di Luigi Pirandello come modalità di racconto ideale per esprimere la non coincidenza tra l'Io percepito dal soggetto e quello stesso Io interpretato dagli altri.
È lo stesso Moscarda a raccontare la sua esperienza, spesso rivolgendosi al lettore come in una conversazione più o meno confidenziale, attraverso una struttura sintattica che sembra prediligere un lessico quotidiano, ma che spesso si serve di vocaboli desueti, veri e propri arcaismi: "Notaro" invece di "notaio", "banco" invece di "banca", "maraviglia" invece di "meraviglia". Uno stile che, secondo recentissimi studi, ha una sua ragione artistica e poetica ben precisa.

## Trama
Il protagonista di questa vicenda, Vitangelo Moscarda, che la moglie Dida chiama Gengè, è una persona ordinaria, che ha ereditato da giovane la banca del padre e vive di rendita. Un giorno, però, la moglie gli fa notare che il suo naso “pende verso destra”, e dalla scoperta di questo difetto (di questa "menda") si scatena in lui una crisi di identità, un vero e proprio abisso nel quale egli non sa più riconoscere se stesso, non sa più chi sia il Moscarda che ha sempre ritenuto di essere (con un naso perfettamente dritto). Insomma, egli si rende conto di non essere lo stesso Moscarda percepito dagli "altri", i quali vedono e dialogano con un Moscarda che di volta in volta essi plasmano a seconda delle proprie percezioni. 
Egli sa, inoltre, che tutti gli "altri", i concittadini della "nobile città di Richieri", lo considerano in fondo un usuraio, proprio come il padre che, quando era in vita, ha fondato con i suoi due soci-compari, Firbo e Quantorzo, "il banco" che egli ha ereditato. Insomma, è giunto il momento per Moscarda di scrollarsi di dosso l'immagine che il mondo gli ha affibbiato arbitrariamente: intende dare inizio a una vera e propria guerra di "distruzione di un Moscarda": intende distruggere quello sciocco Gengè tanto desiderato dalla moglie Dida, distruggere la società bancaria condivisa con Firbo e Quantorzo, affrancarsi da "tutte le rabbie" del mondo (l'eros, la violenza, il denaro) a costo della propria rovina. Così, alla fine di una violenta lite in salotto con Dida e Quantorzo, Dida lo lascia ed esce di scena per non riapparire mai più, e Moscarda si libera così per sempre del "burattino" Gengè. Qui, riceve in visita il suocero, preoccupato per il destino della figlia dopo la liquidazione della banca. 
Le sue intenzioni distruttive continuano, poi, contro i soci Firbo e Quantorzo con i quali rompe i rapporti violentemente dopo una visita molto conflittuale al "banco", dove Moscarda si reca per recuperare alcuni documenti relativi alla proprietà di una casa data, molto tempo prima, in affitto a una povera coppia di derelitti: Marco di Dio e sua moglie Diamante. La sua intenzione è di farli traslocare donando loro una casa più dignitosa, e liberarsi, così, della maschera di "usuraio" che lo affligge agli occhi del mondo. Marco di Dio è un poveraccio, che ha passato diversi anni in carcere perché inciampato in un atto sodomita ai danni di un fanciullo, mentre posavano nell'atelier di uno scultore. 

Ora passa le sue giornate con la devota moglie Diamante, straparlando di un fantomatico viaggio in Inghilterra, dove presto si recheranno; motivo per cui Marco di Dio porta sempre sotto il braccio una lisa e illeggibile grammatica inglese. È infernale la scena dello sgombero dei due, ignari della generosa donazione che li aspetta. Liberatosi della seducente moglie, degli avidi Firbo e Quantorzo, e della taccia di usura, Vitangelo può ora pensare a un nuovo stile di vita. Il suo scopo ultimo è quello di liberarsi del mondo, e di varcare la soglia del "mondo costruito" per fare ingresso in una dimensione di assoluta povertà e spiritualità. Ma non sa da dove cominciare. Lo aiuta in questo percorso di affrancamento Anna Rosa, una nobile e purissima figura femminile che gli fa recapitare un biglietto di "invito", in seguito al quale i due si incontrano nel luminosissimo giardino del monastero dove Anna Rosa vive, ospite di una zia monaca. Anna Rosa consiglia a Vitangelo di recarsi in visita dal nuovo vescovo di Richieri, Monsignor Partanna, il quale lo aiuterà a liberarsi da tutti i suoi averi. Ma in modo del tutto confuso ed enigmatico, da una "rivoltella" caduta a terra dalla borsetta di Anna Rosa, parte un colpo che ferisce la donna al piede. Quando Vitangelo si reca da lei una seconda volta durante la sua convalescenza, questa misteriosa "rivoltella" fa di nuovo fuoco, ferendo stavolta Vitangelo stesso. Tornato a casa dall'ospedale, Moscarda inizia un periodo di convalescenza che è una vera e propria rinascita al mondo della luce, lontano da "tutte le rabbie del mondo". Il romanzo si conclude (anzi "non conclude", è il titolo dell'ultimo paragrafo), con Moscarda che dimora ormai, lontano da tutto, in un "ospizio di mendicità" edificato da lui stesso con il denaro ottenuto dalla liquidazione della banca, e offerto in beneficenza a tutti i poveri e agli sperduti come lui. La nuova vita di Vitangelo sembra davvero la vita pura di un angelo: è infatti vestito con un "camiciotto turchino" e un "berretto", con il solo desiderio di darsi completamente. 

## Personaggi
- Vitangelo Moscarda: è un uomo di ventotto anni, figlio di un banchiere con taccia di usuraio dal quale eredita la banca. Un giorno, accorgendosi casualmente che il suo naso pende verso destra, incomincia a percorrere un viaggio scoprendo ogni giorno che passa di non essere, per gli altri, quello che crede di essere. Cercherà per tutto il libro di distruggere le molte immagini che gli altri vedono di lui, fino a diventare aria, vento, puro spirito.
- Dida: è la moglie di Vitangelo, da lei chiamato amorevolmente “Gengè”. Vitangelo prenderà questo “Gengè” come una delle molte, delle centomila immagini di lui create dalle persone della sua vita.
- Anna Rosa: è una donna di venticinque anni, amica di Dida. Inizialmente sembra un personaggio secondario, ma con l'incedere del racconto acquisisce sempre maggior importanza. Cerca di aiutare Vitangelo a seguire il suo intento di purificazione, anche se nella sua borsetta c'è un'enigmatica "rivoltella" che per due volte fa fuoco in circostanze misteriose.
- Quantorzo e Firbo: sono i due amministratori della banca di Vitangelo Moscarda. Minacciano di interdire Moscarda, che però riesce a liberarsi di loro prendendo una posizione durissima e ottenendo la liquidazione della banca.
- Marco di Dio e sua moglie Diamante: sono i coniugi su cui Vitangelo vuole provare il suo primo "esperimento di distruzione di un Moscarda". Costantemente sovvenzionato dal padre di Vitangelo per “realizzare i suoi sogni”, Marco di Dio si ritroverà, infine, pieno di debiti che non potrà risarcire. Costretto a vivere in un quartiere popolare malfamato, proverà un forte odio nel suo creditore, Vitangelo, il quale decide di sfrattarlo dalla casa malandata in cui vive, e di donargli un'abitazione più degna. Gesto che convincerà definitivamente Firbo e Quantorzo della follia di Moscarda.

## La visione del mondo di Pirandello
La visione del mondo di Luigi Pirandello affonda le sue radici nel più estremo spiritualismo, nemica giurata del materialismo e di tutti i lacci sociali che irretiscono la libera espressione spirituale dell'uomo. Motivo per cui egli ritiene che sia l'arte l'unica dimensione veramente umana, nobile e degna, perché libera da interessi materiali e vincoli sociali di ogni sorta. 
Anche il titolo del romanzo allude, dunque, a un percorso di progressiva presa di coscienza di questa verità. È il percorso intrapreso, a seguito di un trauma, da Vitangelo Moscarda che inizialmente (e nei primi ventotto anni della sua vita) ha sempre ritenuto di essere Uno per sé e per gli "altri", e che a partire dalla scoperta di un difetto fisico di cui non sospettava l'esistenza, intuisce che sono innumerevoli (centomila) i Moscarda prodotti dallo sguardo degli "altri". Questa scoperta vanifica l'originaria certezza di essere Uno, e quindi Moscarda giunge alla conclusione di essere Nessuno: nel senso che non intende più essere alcuno di quegli ingannevoli Moscarda "fabbricati" dagli sguardi della società e che il suo io in realtà non esista. Questa moltiplicazione dei punti di vista è un nucleo fondante della visione pirandelliana del mondo, vistosa soprattutto nella produzione drammaturgica di Pirandello che mette a fuoco in modo icastico le dinamiche dell'"alienazione" moderna e dell'impossibilità di un'esperienza autentica, già intuite da molti pensatori a cavallo dei due secoli, da Schopenhauer a Nietzsche, a Freud e Bergson.
Pirandello, insomma, diffida profondamente della cosiddetta "civiltà" ("la corda civile" del Berretto a sonagli), costruita dagli uomini sulla base della loro avidità. Vero uomo, al contrario, è il "folle" che aspira alla pura vita spirituale, e rifiuta di scendere a compromessi con la materia e la società: fino a farsi aria, vento, fino a lasciare il meglio di sé, la sua parte immateriale spirituale, in un "libro".